# Liste der finnischen Botschafter in Kroatien
Liste der finnischen Botschafter in Kroatien:

## Missionschefs
1992: Aufnahme diplomatischer Beziehungen am 19. Februar
- 1992–1996: Pertti Torstila
- 1997–1998: Elisabeth Tigerstedt-Tähtelä
- 1998–2002: Osmo Lipponen
- 2002–2007: Ilpo Manninen
- 2007–2010: Ann-Marie Nyroos
- 2010–2013: Juha Ottman
- 2013-heute: Timo Rajakangas